# فرودگاه صحرایی باتی آنیتا فیلد
فرودگاه صحرایی باتی آنیتا فیلد (به انگلیسی: Batey Anita Field) یک فرودگاه همگانی است که یک باند فرود سنگفرش دارد. این فرودگاه در کشور جمهوری دومینیکن قرار دارد و در ارتفاع ۴۶ متری از سطح دریا واقع شده‌است.